# قلب ثلاثي الأذينات
يُعتبرالقلب ثُلاثي الأُذينات (أو قلب ثلاثي الأذينات) بمثابة عيب خلقي في القلب، إذ ينقسم الأُذين الأيسر (cor triatriatum sinistrum) أو الأُذين الأيمن (cor triatriatum dextrum) بغشاءٍ رقيق مما ينتج عنه ثلاث غرف أُذينية (ومن هنا جاء الاسم) ويُمثل القلب ثلاثي الأُذينيات 0. 1% من جميع التشوهات القلبية الخلقية، وقد يتعلق بعيوب قلبية أخرى في ما يصل إلى 50% من الحالات. وقد يكون الغشاء كاملاً أو قد يحتوي على نافذةٍ واحدة أو أكثر، بأحجامٍ مُتفاوتة. وبوجهٍ عام، تتلقى الغرفة الدانية الأوردة الرئوية، وتقع الغرفة (الحقيقية) القاصية في الجهة الأمامية، إذ تصب في الصمام المترالي. أما الغشاء الذي يفصل الأذين إلى جزأين فيتغير كثيرًا في الحجم والشكل؛ إذ أنه قد يبدو شبيهًا بالحجاب أو يكون على شكل قمع أو شريط، وقد يكون صحيحًا بكامله (أرتق)، أو يحتوي على فتحة أو أكثر (نوافذ) تتراوح فيما بين النوع المقيد الصغير إلى الفتحة الكبيرة، ولدى الأطفال، قد يتعلق هذا الشذوذ بأمراضٍ قلبية خلقية كبيرة، مثل رباعية فالو أو بطين أيمن ذي مخرجين أو تضيق الأبهر أو اتصال وريدي رئوي شاذ جزئيًا أو الوريد الأجوف العلوي الأيسر السريع مع جيب تاجي مكشوف أو عيب حاجزي بُطيني أو عيب (وسادة شغافية) حاجزي أُذيني بُطيني أو القناة الأُذينية البُطينية الأصلية. ونادرًا ما يصل في هؤلاء المرضى إلى انعدام الطحال أو تعدد الطحال. وفي البالغين، كثيرًا ما يُعتبر القلب ثلاثي الأذينات كشفًا منعزلاً؛
حيث يندر وجود القلب ثلاثي الأذينات الأيمن بشكلٍ كبير، كما أنه ينتج عن استمرارية تامة لصمام الجيب الأيمن بالقلب الجنيني. ويُقسم الغشاء الأذين الأيمن إلى غرفة دانية (أعلى) وأخرى قاصية (أدنى). فتتلقى الغرفة الأعلى، الدم الوريدي من كلٍ من الأوردة الجوفية، وتكون الغرفة الأدنى على اتصالٍ مع الصمام ثلاثي الشُرف ولاحقة الأذين الأيمن. يعتمد التاريخ الطبيعي لهذا العيب على حجم فتحة التواصل بين الغرف الأذينية العليا والدنيا. فإذا كانت فتحة التواصل صغيرة، فيُصبح المريض في حالةٍ خطيرة، وقد يتوفى في سنٍ مُبكرة (وعادةً ما يكون في الطفولة) بسبب فشل القلب الاحتقاني وتودُم الرئة. أما إذا كان التواصل أكبر، فقد يظل المرضى على قيد الحياة فترة الطفولة أو فترة الشباب الأولى راقدين في الفراش مثلما قد يحدث في حالة تضيق الصمام التاجي. ويمكن اكتشاف القلب ثلاثي الأذينات أيضًا بصفة عرضية، عندما لا يكون حاجبًا للرؤية. ويُمكن معالجة هذا الخلل جراحيًا عن طريق إزالة الغشاء الذي يُقسم الأذين.

## وصلات خارجية
- Image at جامعة ييل
- Diagram at University of Hawaii
- Description at University of Hawaii
- Echocardiogram at ecocardiografia.info
- long description at emedicine